# Jonuta (kommun)
Jonuta är en kommun i Mexiko.   Den ligger i delstaten Tabasco, i den sydöstra delen av landet, 800 km öster om huvudstaden Mexico City. Arean är 1 575 kvadratkilometer.
Terrängen i Jonuta är mycket platt.
Följande samhällen finns i Jonuta:
- Jonuta
- Playa Larga
- San José
- La Guayaba
- Torno Largo 2da. Sección
- El Barrial
- Constitución de 1917
- Campo Nuevo
- Playa Chiquita 1ra. Sección A
- Zapotal 2da. Sección
- Boca de San Antonio
- Guarda Tierra
- Santa Rita 2da. Sección
- Venustiano Carranza
- Ribera Baja 2da. Sección
- Torno Largo 1ra. Sección
- Corozal Río
- Carlos Pellicer Cámara
- Francisco J. Mújica
- Ribera Baja 1ra. Sección B
- San Geronimito
- Corcobao
- Las Puercas
- Elpidio Sánchez
- Los Giles
- Los Buchecos
- El Sitio
- Tumbo Chinal